# 野中広務 差別と権力
『野中広務 差別と権力』（のなかひろむ さべつとけんりょく）は、魚住昭（フリージャーナリスト、ノンフィクション作家）による政治家・野中広務のノンフィクション伝記。

## 紹介
- 2004年に講談社で出版され、同年に講談社ノンフィクション賞（第26回）を受賞。
- 魚住による綿密な取材により、政治家・野中広務の生い立ちから『影の総理』と呼ばれるに至った過程を伝記的にまとめている。
- この作品が有名となったのは、元内閣総理大臣の麻生太郎が、野中に対して差別発言をしたとして、野中が自民党総務会の席で抗議したことを記述したことによる（衆議院総務委員会などでも取り上げられた）。

## 刊行書誌
- 魚住昭 『野中広務 差別と権力』、講談社、2004年6月。ISBN 978-4062123440

講談社文庫（元外交官・作家佐藤優との対談追加、佐高信 解説）、2006年5月。ISBN 978-4062753906